# جام حذفی فوتبال اتریش ۲۱–۲۰۲۰
جام ۲۱-۲۰۲۰ اتریش نودمین دوره جام حذفی فوتبال اتریش بود که  در طی آن قهرمان این جام حذفی در مرحله پلی آف لیگ اروپا ۲۲-۲۰۲۱ حضور پیدا می کند.
در این دوره از مسابقات ردبول زالتسبورگ پس از قهرمانی در رقابت‌های فصل قبل با شکست دادن اتریش لوستنائو در فینال، مدافع عنوان قهرمانی بود. .

## فینال
بازی فینال مابین ردبول زالتسبورگ و باشگاه فوتبال لاسک در تاریخ ۱ مه ۲۰۲۱ برگزار شد که با برد ۰-۳ ردبول زالتسورگ خاتمه یافت. 